# Quadrature du carré
 (juillet 2014).

La quadrature parfaite constituée du plus petit nombre de carrés.
Les nombres sont la longueur entière du côté d'un carré.

Un carré dont la longueur du côté est un entier naturel est appelé un carré entier.
Le problème de la quadrature du carré consiste à paver un carré entier avec des carrés entiers.
La quadrature du carré est une tâche triviale sans conditions supplémentaires fixées. La restriction la plus étudiée est la quadrature « parfaite » du carré, où tous les carrés contenus sont de tailles différentes (voir ci-dessous).
D'autres conditions peuvent conduire à des résultats intéressants. L'une d'elles est la quadrature du carré sans jonction de bord (c’est-à-dire la jonction complète de bords de même taille n'est pas autorisée) et la quadrature du carré sans contact (c’est-à-dire l'interdiction à deux pièces de même taille de se toucher) (voir pavage).

## Quadrature parfaite du carré

Diagramme de Smith du pavage d'un rectangle

Une quadrature « parfaite » du carré est telle qu'un carré est constitué de carrés plus petits chacun de taille différente. Le nom fut attribué par analogie humoristique avec la quadrature du cercle.
Officiellement, les premiers à l'avoir étudiée sont R. L. Brooks, C. A. B. Smith (de), A. H. Stone et W. T. Tutte, sous le pseudonyme collectif Blanche Descartes, à l'université de Cambridge.
Pour ce faire, ils ont transformé le pavage du carré en un circuit électrique équivalent, en créant un diagramme de Smith du carré, et en considérant les arêtes du diagramme comme des résistances. Puis ils appliquèrent les lois de Kirchhoff concernant les circuits électriques et les techniques de décomposition de circuit à ce circuit.
La première quadrature parfaite du carré fut trouvée par Roland Sprague en 1939.
Si nous prenons une pièce du pavage et que nous l'élargissons jusqu'à ce que le plus petit carré ait maintenant la taille du carré S dont nous sommes partis, alors nous obtenons à partir de ceci un pavage du plan avec des carrés entiers, chacun ayant une taille différente.
C'est encore un problème non résolu que de savoir si le plan peut être pavé avec un ensemble de carrés entiers tels que chacun d'eux ait une taille différente utilisant un entier naturel et utilisé une seule fois.
Martin Gardner a publié un long article de Tutte à propos de l'histoire de la quadrature du carré.

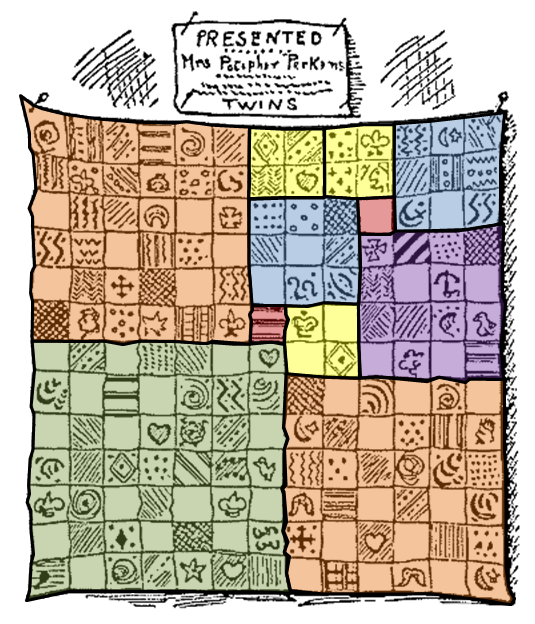
Le quilt de Mrs. Perkins : colorisation d'une illustration de H. Dudeney, Amusements in Mathematics.

## Quadrature simple du carré
Une quadrature « simple » du carré est celle dont aucun sous-ensemble de carrés ne forme un rectangle. La plus petite quadrature parfaite simple du carré fut découverte par Arie Duijvestijn (nl) en utilisant une recherche par ordinateur. Son pavage utilise 21 carrés, et a été démontré comme étant minimal et unique.
Les longueurs des 21 carrés forment la suite A014530 de l'OEIS : 2, 4, 6, 7, 8, 9, 11, 15, 16, 17, 18, 19, 24, 25, 27, 29, 33, 35, 37, 42, 50.

## Le quilt deMrsPerkins
Lorsque la contrainte que tous les côtés des carrés soient de longueurs différentes est remplacée par celle que ces longueurs soient premières entre elles, le problème de la quadrature du carré résultant est souvent appelé le problème du « quilt de Mrs Perkins ».